# Зёйдеркерк
Зёйдеркерк (нидерл. Zuiderkerk — Южная церковь) — протестантская церковь XVII века близ площади Ниумаркт в Амстердаме, столице Нидерландов. Церковь играла важную роль в жизни выдающегося голландского художника Рембрандта ван Рейна. Храм изобразил на одной из своих картин Клод Моне.

## История и описание
Зёйдеркерк стала первой церковью в городе, созданной специально для протестантов. Она была построена между 1603 и 1611 годами на площади Зёйдеркеркхоф (Южном кладбище) близ улицы Синт Антониесбрестрат. Колокольня церкви, возвышающаяся над соседними зданиями, была завершена до 1614 года и содержит карильон колоколов, устроенных мастерами, братьями Хемони, и установленными в 1656 году вместе с четырьмя колоколами, которые звонили раз в месяц.
Храм построен в стиле амстердамского «ренессанс-маньеризма» архитектором Хендриком де Кейзером, который был похоронен в этой церкви в 1621 году. Памятная плита была установлена над его захоронением в 1921 году. Церковь представляет собой базилику с центральным нефом и двумя малыми проходами по сторонам, с шестью длинными травеями с колоннами с тосканского ордера, с деревянными сводами и люкарнами. Интерьер храма выдержан в готическом стиле. В XVII веке витражи в прямоугольных окнах были заменены на прозрачное стекло. Каменная восьмидесятиметровая колокольня имеет квадратное основание. Крыша и шпиль колокольни крыты свинцом.

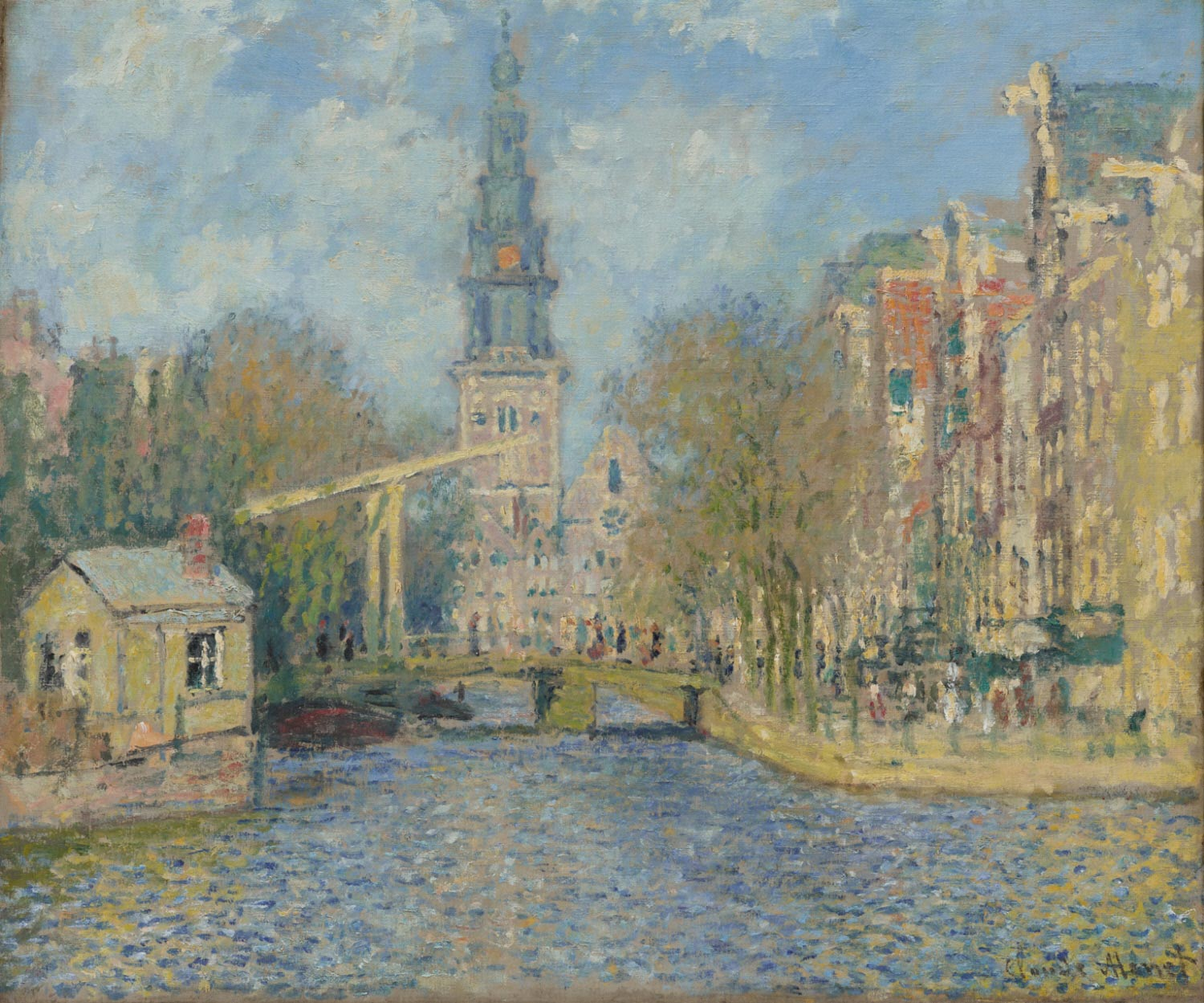
К. Моне. Зёйдеркерк, Амстердам. 1874. Холст, масло. Художественный музей Филадельфии

Французский художник-импрессионист Клод Моне написал церковь во время своей поездки в Нидерланды. Существует некоторая путаница в дате написания этой картины. Вероятно, она одна из двенадцати, созданных живописцем в 1874 году во время визита в Амстердам. Ныне находится в Филадельфийском музее искусств в США.
Трое детей Рембрандта были погребены в церкви Зёйдеркерк, рядом с которой на Йоденбрестрат жил живописец. Здесь же в 1680 году был похоронен Фердинанд Бол, один из самых известных учеников художника. Согласно местной легенде, Рембрандт свой «Ночной дозор» писал в церкви потому, что его собственная студия была слишком мала для картины столь большого размера.
С 1929 года церковные службы более не проводили. Во время голодной зимы 1944—1945 годов здание использовали в качестве временного морга, потому что люди умирали быстрее, чем их успевали хоронить. Церковь была закрыта в 1970 году из-за опасности обрушения стен. В 1976—1979 годах здание было реконструировано. С 1988 года в нём располагается муниципальный информационный центр, с регулярно обновляемыми выставками, а также постоянной экспозицией, в которой представлен масштабный макет города Амстердама 2020 года. Колокольня имеет отдельный вход. На колокольне имеется пять колоколов, самый большой из них звучит нотой до 1 октавы.
С июня 2006 года в бывшей церкви установлена «стена славы» с именами людей, внёсших значительный вклад в жизнь нидерландского общества своей благотворительной деятельностью.